# Universitate

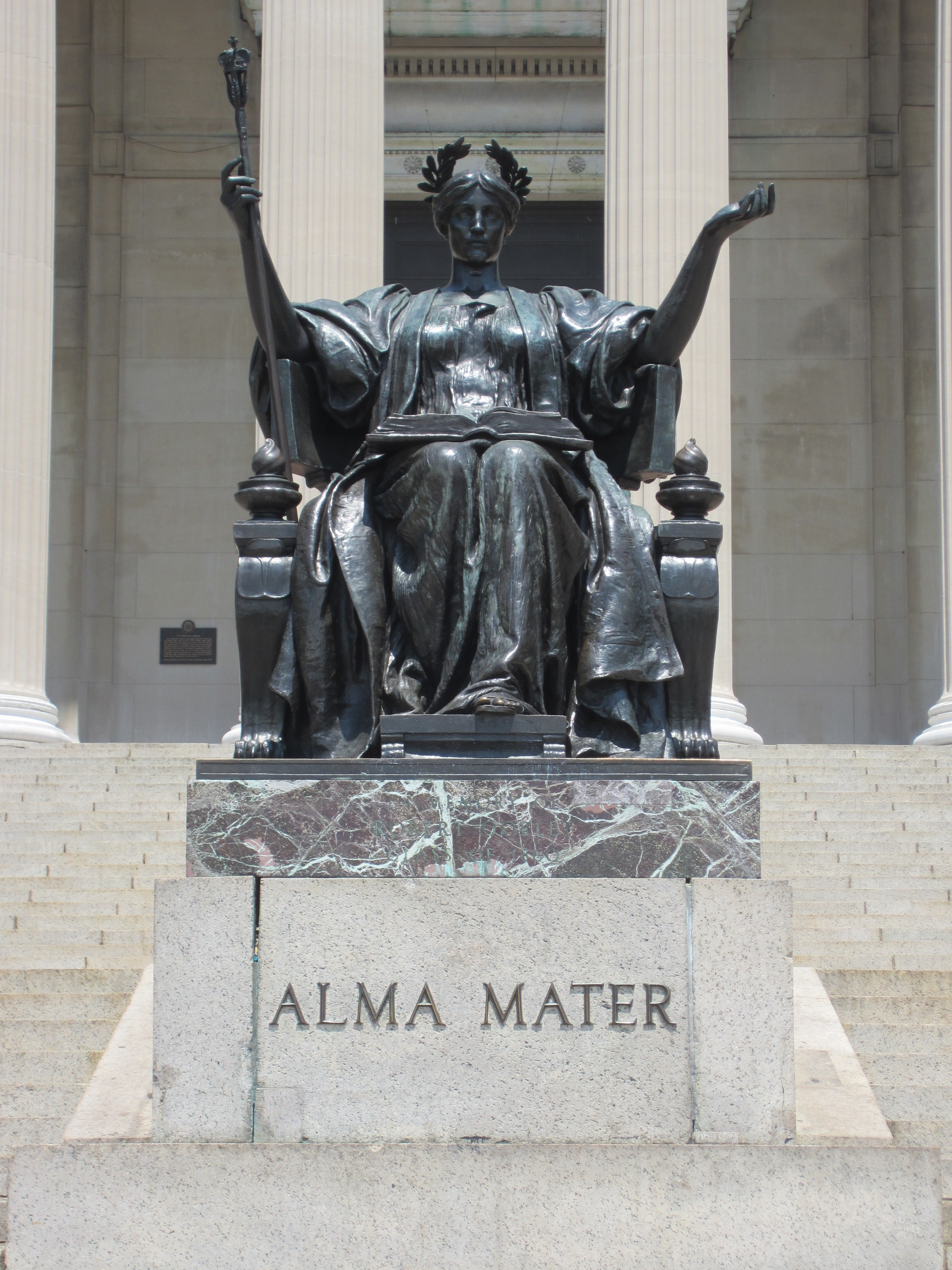
Alma Mater la Universitatea din Columbia. Alma mater, care înseamnă "mamă hrănitoare" în latină, este unul dintre simbolurile universităților

Universitatea (lat. universitas, „un întreg”) este o instituție de învățământ terțiar și de cercetare care acordă diplome academice în mai multe discipline.
Termenul „universitate” provine din expresia latină universitas magistrorum et scholarium, care înseamnă „comunitate de profesori și studenți”. Universitățile oferă atât învățământ universitar, cât și învățământ postuniversitar.

## Istorie
Primele universități din Europa au fost înființate de călugări catolici. Universitatea din Bologna, Italia, a fost fondată în 1088 și este considerată prima universitate în sensul că acorda diplomă de studii superioare, folosea termenul universitas (inventat la fondarea sa) și era independentă de școlile ecleziastice, oferind atât diplome laice, cât și religioase.

### Universitățile medievale

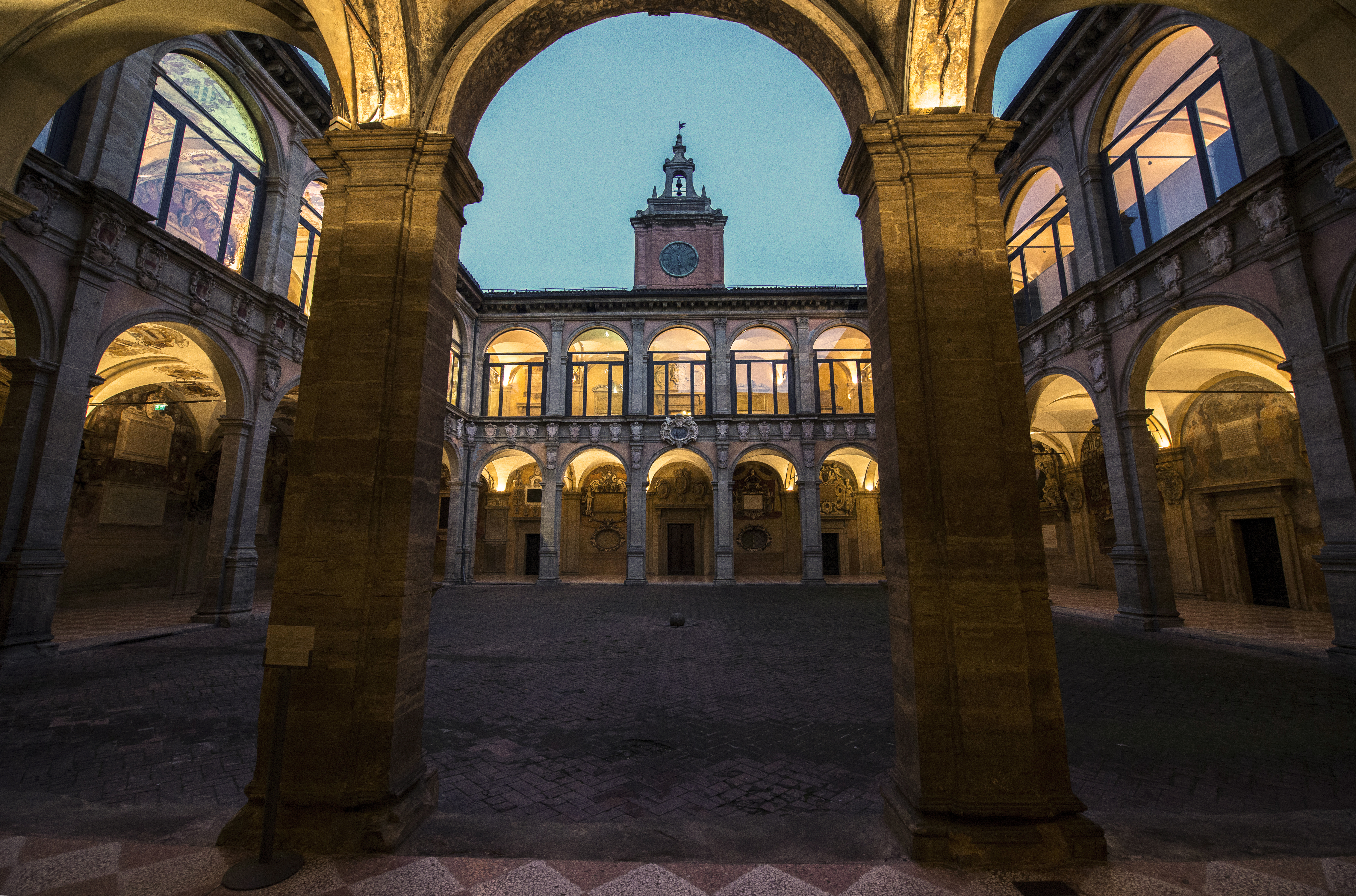
Universitatea din Bologna este cea mai veche universitate din istorie, fondată în 1088.

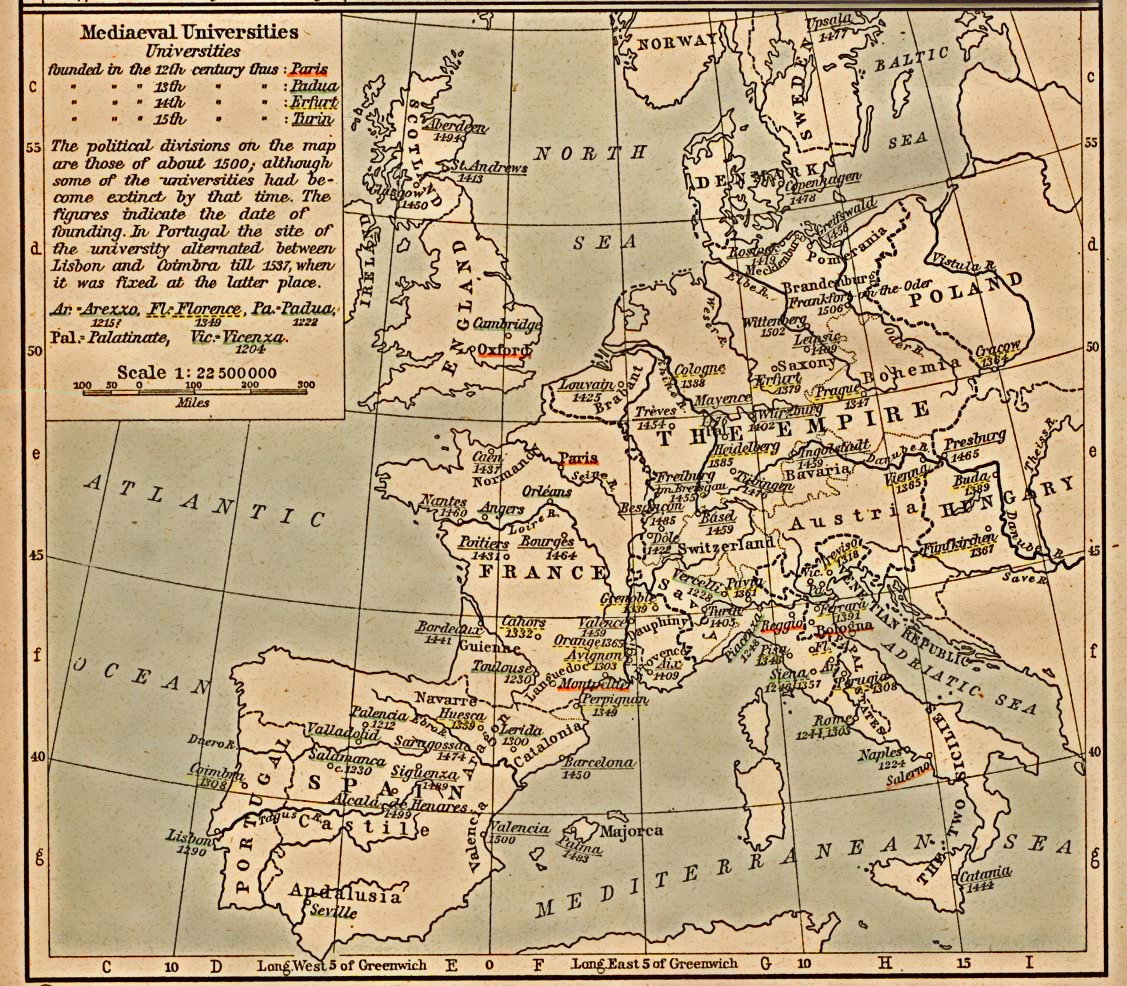
Harta universităților medievale din Europa

Universitățile medievale erau corporații academice formate în Evul Mediu pentru a oferi educație superioară. Acestea au apărut între secolele XI și XV, în special în Italia, Franța, Anglia și Spania, evoluând din școlile catedralice și monastice mai vechi. Termenul universitas se referea inițial la o organizație de tip breaslă, formată din studenți și profesori.
Printre cele mai timpurii instituții se numără Bologna (1088), Paris (c. 1150) și Oxford (1167). Universitățile căutau adesea autonomie și recunoaștere din partea autorităților ecleziastice sau seculare, obținând privilegii prin documente papale, precum ius ubique docendi (dreptul de a preda oriunde).

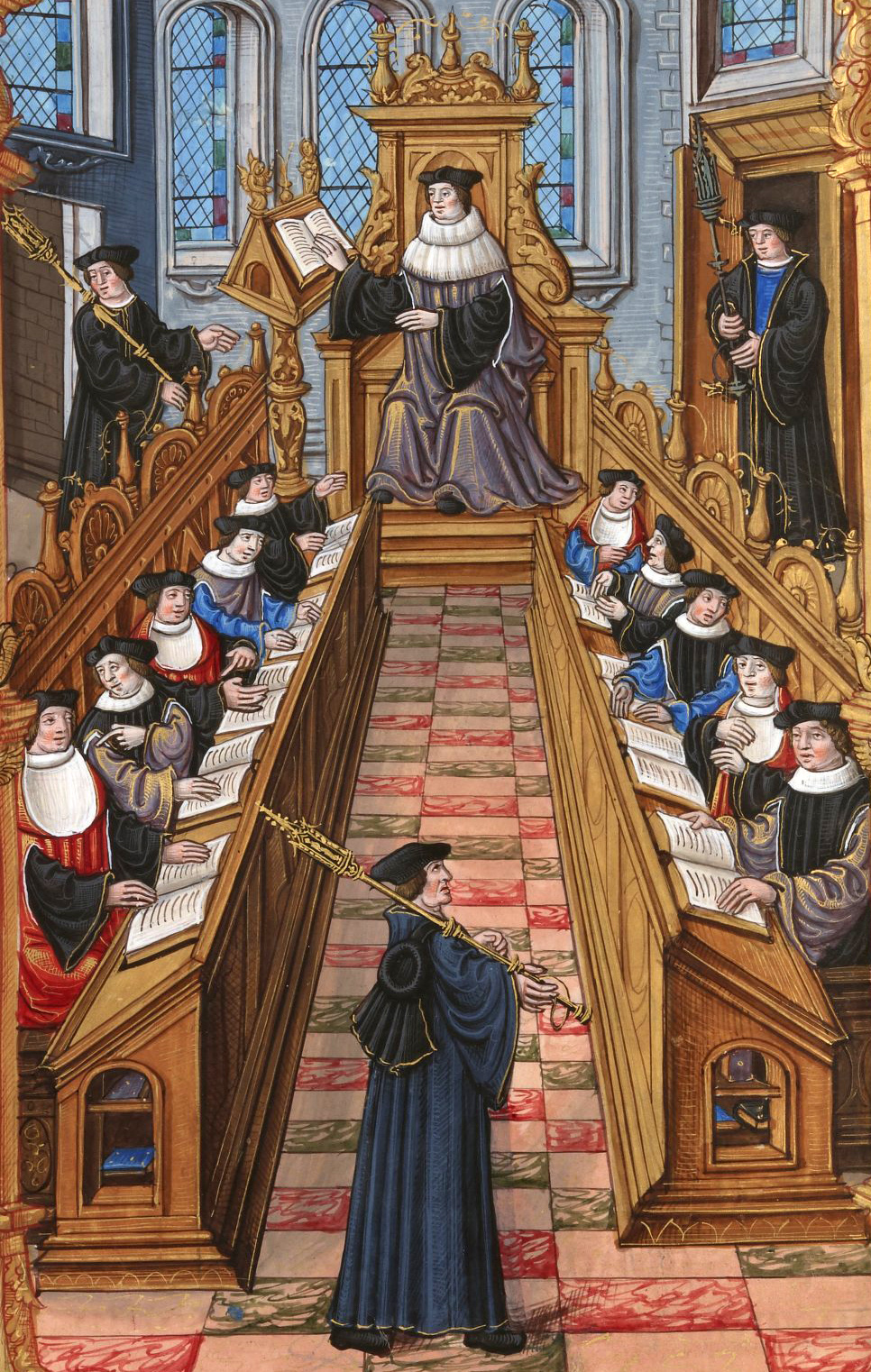
Întâlnirea a medicilor de la Universitatea din Paris

Inițial, universitățile nu aveau campusuri; cursurile se țineau în locații variate, până când universitățile au început să achiziționeze clădiri proprii. Existau diferențe în funcție de sursa de finanțare: la Bologna, studenții plăteau profesorii, la Paris Biserica susținea profesorii, iar la Oxford și Cambridge sprijinul venea din partea statului.
Studiile se desfășurau în limba latină și se bazau pe cele șapte arte liberale, urmate de facultățile superioare precum dreptul, medicina și teologia. Obținerea unei diplome dura de obicei 6 ani pentru un Master în Arte și până la 12 ani pentru diplomele avansate.
Studenții începeau studiile de la vârsta de 14–15 ani și, având statut legal de clerici, beneficiau de protecție juridică și imunitate față de legile seculare, ceea ce ducea uneori la abuzuri și conflicte cu locuitorii orașelor. Femeile nu aveau acces la universități.

### Universitățile din epoca modernă timpurie
Între sfârșitul secolului al XV-lea și anul 1800, universitățile europene au cunoscut o expansiune semnificativă, crescând de la 29 la aproximativ 143 de instituții. La început, curriculumul a rămas în mare parte medieval, axat pe filosofia naturală, logica, medicina, teologia, matematica, astronomia, astrologia, dreptul, gramatica și retorica cu o dependență puternică de Aristotel. Totuși, apariția umanismului renascentist a transformat treptat educația, punând accent pe textele clasice, gândirea critică și studiile umaniste. Umaniști precum Erasmus, Vesalius și Melanchthon au introdus metode noi, contestând autoritatea tradițională și încurajând cercetarea originală, mai ales în domeniile dreptului, medicinei și teologiei. Deși unele universități au rezistat schimbării științifice, mulți oameni de știință influenți (precum Galileo sau susținătorii lui Copernic) s-au format în cadrul acestora. Răspândirea cunoștințelor a devenit mai ușoară datorită apariției tiparului și a folosirii limbii vorbite de oameni în viața de zi cu zi. Treptat, științele au devenit domenii de studiu independente, teologia nu a mai fost atât de dominantă, iar disciplinele precum istoria, literatura sau filozofia au început să fie recunoscute ca importante de sine stătător.
Modelele universitare s-au diversificat: unele au adoptat modelul de la Paris (conducere profesorală), altele pe cel de la Oxford (decentralizat), iar unele au combinat ambele modele. Războiul, ciuma, foametea, regicidul și schimbările în structura și autoritatea religioasă au afectat adesea în mod negativ societățile care susțineau universitățile. Conflictele interne din cadrul universităților, precum bătăile între studenți și absența profesorilor, au contribuit și ele la destabilizarea acestor instituții. Această perioadă a fost, de asemenea, influențată de apariția statului-națiune. Pe măsură ce universitățile intrau tot mai mult sub controlul statului sau erau fondate sub auspiciile acestuia, modelul de guvernare profesorală (inițiat de Universitatea din Paris) devenea din ce în ce mai răspândit. Deși universitățile mai vechi, controlate de studenți, încă existau, ele au început treptat să adopte această organizare. Controlul asupra universităților a rămas, în mare parte, autonom, însă conducerea acestora era tot mai frecvent numită de către stat.

### Universitățile moderne

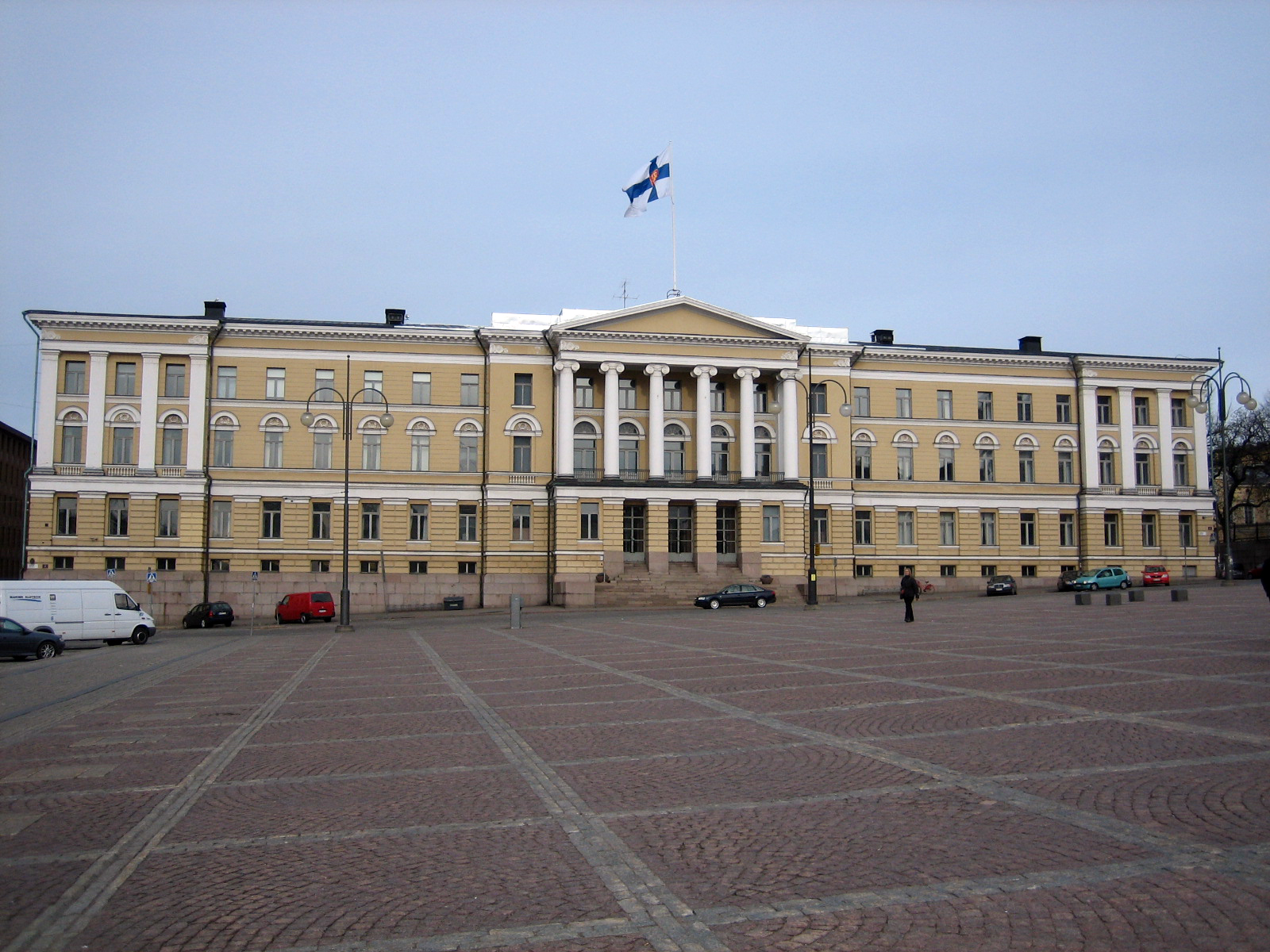
Universitatea din Helsinki.

Universitățile moderne s-au dezvoltat din breslele medievale ale savanților, care și-au păstrat influența deoarece capitalismul timpuriu nu era interesat să reglementeze educația. În secolul al XVIII-lea, universitățile au început să publice cercetări, iar în secolul al XIX-lea au apărut două modele dominante: modelul german (humboldtian), care promova libertatea academică, seminariile și laboratoarele, și modelul francez, caracterizat prin disciplină strictă și control centralizat.
Rolul religiei în programele universitare a scăzut în secolul al XIX-lea, pe măsură ce știința a devenit centrală în educație. Modelul german a influențat sistemele universitare din întreaga lume, în special în SUA și în Marea Britanie, unde au apărut universități civice cu accent pe știință și inginerie.
Până la mijlocul secolului XX, educația universitară s-a extins către mase. Raportul Robbins din 1963 (Marea Britanie) a stabilit patru obiective esențiale pentru universități: predarea de abilități, dezvoltarea intelectuală generală, echilibrul între predare și cercetare și promovarea unei culturi comune și a cetățeniei responsabile.
În secolul XXI, au apărut îngrijorări privind transformarea universităților în instituții corporatiste, unde domina raționamentul economic și se pierd valorile academice. Soluțiile propuse includ revalorizarea timpului didactic, a vocației și a colegialității.

## Tipuri de universități
După fonduri/eligibilitate:
- Universități publice - finanțată de stat
- Universități private - finanțată din surse private
- Universități de cercetare - concentrate pe producția de cunoaștere prin cercetare științifică
- Universități de științe aplicate - concentrate spre formarea practică și aplicată (inginerie, tehnologia informației, sănătate, educație)
- Universități specializate - concentrate pe un domeniu anume (agronomie/agricultură, arte, medicină, teologie)
- Universități virtuale (online) - oferă programe de studii la distanță

## Universitate internațională
O universitate internațională este finanțată de guvernele mai multor țări și este controlată de reprezentanți ai acestora.
„Internațional” este un termen mai larg, în timp ce „interguvernamental” se referă la faptul că membrii sau părțile participante sunt state suverane sau organizații interguvernamentale.  Prin urmare, doar universitățile interguvernamentale sunt subiecte de drept internațional.
- Academia de Drept European
- Universitatea Euclid
- Universitatea Națiunilor Unite

## Universitate națională
O universitate națională este înființată sau finanțată de guvern, dar poate funcționa și cu autonomie față de stat. În unele țări, precum SUA, acest termen indică un nivel înalt de educație.
Universitățile naționale pot reflecta identitatea culturală sau politică a unei națiuni, așa cum s-a întâmplat în Irlanda și Argentina, unde au fost create pentru a susține limba, cultura și un sistem educațional independent de influențe externe, în special religioase sau politice.

### Universitățile naționale din România
- Universitatea Națională de Arte „George Enescu” din Iași
- Universitatea Națională de Arte București (UNARTE)
- Universitatea Națională de Artă Teatrală și Cinematografică „Ion Luca Caragiale” din București (UNATC)
- Universitatea Națională de Muzică București (UNMB)
- Universitatea Națională de Educație Fizică și Sport (UNEFS)
- Universitatea Națională de Apărare „Carol I” (UNAP)
- Școala Națională de Studii Politice și Administrative (SNSPA)
- Academia Națională de Informații „Mihai Viteazul” din București (ANIMV)
- Universitatea Națională de Știință și Tehnologie Politehnica București (UPB)

## Organizare
Studiile universitare sunt reglementate la nivel național de agenții sau ministere ale educației.
De-a lungul timpului, structura și durata studiilor au variat între țări (de exemplu, doctoratul este obținut mai rapid în Regatul Unit decât în Germania). Pentru a crea o coerență europeană, Procesul de la Bologna (1999) a instituit Spațiul european al învățământului superior (EHEA), care urmărește armonizarea sistemelor universitare din statele participante. În paralel, cercetarea universitară este susținută și coordonată în parte prin programe ale Uniunii Europene.

## Misiune
Universitățile moderne au o misiune duală: educația, inspirată de idealul formării omului complet din Grecia Antică și cercetarea originală, moștenită de la universitățile medievale. Prin cercetare, universitățile contribuie la generarea și testarea de idei noi, înainte de aplicarea lor în practică. În științele exacte, acestea colaborează frecvent cu industria, în timp ce în științele sociale, joacă un rol important în analiza și monitorizarea societății.